# Geometria riemanniana
La geometria riemanniana è una branca della geometria differenziale che studia le varietà riemanniane.
Una varietà riemanniana è un oggetto matematico che modellizza la nozione di "spazio curvo" di dimensione arbitraria. Su di esso sono definite molte delle usuali nozioni geometriche, quali angoli, distanze, volumi, linee rette (dette geodetiche). Sono inoltre presenti nozioni proprie agli spazi curvi, quali quella di curvatura e di tensore metrico.
La teoria nasce con un articolo in cui il matematico tedesco Bernhard Riemann generalizza la geometria differenziale delle superfici nello spazio.